# Erwin Lutzer
Erwin W. Lutzer (12 de octubre de 1941) es un pastor evangélico, maestro y escritor norteamericano. Actualmente es el pastor principal de la Iglesia Moody en Chicago, Illinois, Estados Unidos.

## Inicios
Erwin Lutzer nació en un pueblo cerca de Regina, Saskatchewan, Canadá. Fue el menor de los cinco hijos de Gustav y Wanda Lutzer. Obtuvo un Bachillerato en Teología en la Universidad de la Biblia de Winnipeg y luego estudió en el Seminario Teológico de Dallas en Texas, donde en 1967 obtuvo una Maestría en Teología, graduándose con honores y como presidente del cuerpo de estudiantes.
Mientras estaba en Dallas, Lutzer hizo amistad con una joven llamada Rebecca Hickman, quien asistía a la Universidad de la Biblia de Dallas. Ambos se casaron en 1969 y tuvieron tres hijas y siete nietos.

## Carrera
Entre 1971 y 1977 Lutzer sirvió como pastor principal en la Iglesia Bautista de Edgewater en Chicago. Durante ese tiempo cursó una Maestría en Filosofía en la Universidad Loyola de Chicago. Luego ingresó al programa de doctorado de dicha universidad para terminar un doctorado en filosofía. Desde entonces Lutzer ha obtenido dos doctorados honorarios, un Doctorado en Leyes en la Escuela de Leyes Simon Greenleaf y un Doctorado en Divinidad en el Seminario Bautista Conservador de Oeste.

### Iglesia Moody
Desde enero de 1980, Lutzer ha sido el pastor principal de la Iglesia Moody en el vecindario de Lincoln Park, en Chicago. La iglesia y sus ministerios han crecido significativamente bajo su liderazgo, logrando la construcción de un nuevo "Centro de Vida Cristiana" como complemento al edificio de la iglesia de 75 años de antigüedad.

### Radio
Lutzer es orador en tres programas de radio: "Canciones en la Noche"," "Corriendo para Ganar" y "La Hora de la Iglesia Moody". Estos programas son escuchados en estaciones de radio a través de todo Estados Unidos y a través del mundo a través de Internet. El servicio matinal del domingo de la iglesia es transmitido en vivo para todo el mundo a través del website de la iglesia. Lutzer dicta conferencias a nivel internacional en iglesias, congresos y retiros.

### Escritor
Lutzer ha escrito más de 30 libros incluyendo La Cruz de Hitler, con la cual ganó la Medalla de Oro de la Asociación de Editores Cristianos Evangélicos, y el éxito de ventas Un minuto después de que mueras: Un vistazo a tu destino final. Recientemente el libro de Lutzer La decepción Da Vinci fue lanzado en los medios estadounidenses a nivel nacional, tanto en los mercados seculares como cristianos. Este libro de Lutzer es una crítica al superventas de Dan Brown El código Da Vinci.

## Libros
- One Minute After You Die: A Preview of Your Final Destination, ISBN 0-8024-6322-3
- The Da Vinci Deception, ISBN 0-8423-8430-8
- Jesus, Lover of a Woman’s Soul (with Rebecca Lutzer), ISBN 0-8423-8426-X
- Christ Among Other gods, ISBN 0-8024-1649-7
- How to Say No to a Stubborn Habit, ISBN 1-56476-331-5
- Hitler’s Cross: The Revealing Story of How the Cross of Christ Was Used As a Symbol of the Nazi Agenda (con Ravi Zacharias), ISBN 0-8024-3583-1
- The Doctrines that Divide, ISBN 0-8254-3165-4
- Seven Reasons Why You Can Trust the Bible, ISBN 0-8024-8439-5
- The Vanishing Power Of Death : Conquering Your Greatest Fear, ISBN 0-8024-0945-8
- The Truth About Same-sex Marriage : 6 Things You Need To Know About What's Really At Stake, ISBN 1-59644-160-7
- Where Was God? : Answers to Tough Questions About God And Natural Disasters, ISBN 1-4143-1144-3
- Is God on America's Side?: The Surprising Answer and Why it Matters During This Election Season, ISBN 0-8024-8951-6
- Oprah, Miracles, and the New Earth : A Critique, ISBN 0-8024-8953-2